# Москалець Віктор Петрович
Віктор Петрович Москалець (нар. 22 лютого 1950, с. Стрілковичі, Самбірський район, Львівська область, Українська РСР) — український психолог, доктор психологічних наук, професор.

## Біографія
В 1976 році закінчив Київський державний університет імені Тараса Шевченка отримав кваліфікацію «Психолог». З 1976 по 1987 рік працював в Інституті філософії ім. Григорія Сковороди. З 1987 року працював в Івано-франківському педагогічному інституті (сьогодні Прикарпатський національний університет імені Василя Стефаника). З 1993 року — завідувач кафедри загальної та клінічної психології.
З 2007 року працює також у Прикарпатському юридичному інституті ЛьвДУВС.
Наукові дослідження: екзистенційна психологія, психологія релігії, особистості, мислення, зоопсихологія і порівняльна психологія.